# Gilles Perraudin
Pour les articles homonymes, voir Perraudin.
 (octobre 2020).
 (janvier 2008).
Gilles Perraudin, né le 31 janvier 1949, est un architecte français.

## Biographie
Gilles Perraudin fait des études d'ingénierie à l'École de La Martinière à Lyon (1970), puis commence l'École d'architecture de Lyon (1977). Fasciné par l'architecture vernaculaire et la relation homme-climat-habitat, il va faire une expérience déterminante dans l'atelier d'André Ravéreau (grand prix d'architecture de l'Agha-Khan) qui vit et travaille dans la région du M'zab en Algérie.
En 1980, il est lauréat du premier concours européen d’énergie solaire passive, grâce à une maison qui contient déjà tous les grands principes qui trouveront leurs applications dans ses futures réalisations. En particulier celui d'enveloppe microclimatique qui trouvera son parachèvement dans le projet de l'académie de Herne en Allemagne et du collège de Vauvert (non construit).
Engagé dans la mouvance qui rejette le modèle consumériste occidental, Gilles Perraudin définit les bases d'une « architecture située ». Il réalise des maisons utilisant le pisé, le bois et matériaux issus de la construction de hangars standardisés, constituant les bases d'un corpus constructif.
La découverte et l'étude de l'architecture de Louis Kahn, va permettre à Gilles Perraudin de renouer avec les grands modèles de l'architecture antique et d'une tradition française rationaliste. La construction de l'école de la Lanterne à Cergy-Pontoise puis de l'école d’architecture de Lyon laisse transparaître une nouvelle dimension de ce travail ; celle de la constitution d'un lieu où la dimension matérielle de l'œuvre s'efface devant une inspiration spirituelle et poétique.
L'agence poursuit une « recherche patiente » basée sur le respect et l'économie des ressources, l'emploi des matériaux naturels, limitant ainsi la dépense énergétique, qui va devenir un leitmotiv.
C'est avec la construction du chai de Vauvert, en 1998, que Gilles Perraudin remet en œuvre un matériau naturel des plus communs, la pierre qui va prendre une place de plus en plus importante dans ses dernières réalisations.
Découvrant au fil de son utilisation les vertus environnementales indiscutables de ce matériau, il va devenir inspirateur d'une expression architecturale qui rassemble ce que l’agence Perraudin Architectes recherche dans son travail : une sobriété expressive, l'effacement de l'architecte devenant simple médiateur entre la matière et les désirs humains, la possibilité pour les sociétés de retrouver une identité en relation avec leur lieu de vie, la primauté du spirituel de l'homme/architecte sur la technostructure ingéniériale dévouée aux valeurs matérialistes.
Il est professeur titulaire, de 1996 à 2013 à École nationale supérieure d'architecture de Montpellier et aux Grands Ateliers de l'Isle-d'Abeau. Il est professeur invité au département d'architecture de l'école polytechnique fédérale de Lausanne (EPFL) en 2007.

## Distinctions
- Membre de l'Académie d'architecture
- Chevalier de l'ordre national du Mérite
- Président et fondateur de l'association Académie de la pierre

## Récompenses
- Grand prix national de l'architecture 2024
- médaille Heinrich-Tessenow, 2004
- prix international de l'architecture de pierre, 2001
- prix européen de l'Arca, 1990
- mention spéciale du jury de l'Équerre d'argent, 1987
- prix d’architecture publique, 1982
- lauréat du concours écoles économes en énergies, en 1981
- 1er prix du concours européen des énergies solaires passives, 1980

## Principales réalisations
- maison à Saint-Péray, 1981
- maisons en terre à L’Isle-d'Abeau, 1984
- école de la Lanterne Cergy-Pontoise, 1986
- maison à Vaise, 1987
- école d’architecture de Lyon, Vaulx-en-Velin, 1987
- station de métro Parilly, Lyon, 1988
- cité scolaire internationale, Lyon, 1989
- logements étudiants, Le Drakkar, Écully, 1991
- université de Marne-la-Vallée : bâtiments des Modules, bâtiments des amphithéâtres, 1992
- cité scolaire internationale de Lyon, 1992
- académie de formation pour le ministère de l'Intérieur, Herne Sodingen, Allemagne, 1993
- palais de justice de Melun, 1994
- chai viticole, Vauvert, 1997
- CFA Marguerittes, 1998
- chai à Nizas, 2000
- chai, monastère de Solan, 2008
- centre culturel Fontaine, 2009
- maison à La Croix-Rousse, 2010
- logements sociaux à Cornebarrieu, 2011
- musée des vins Patrimonio, 2011